# 毛干髓质

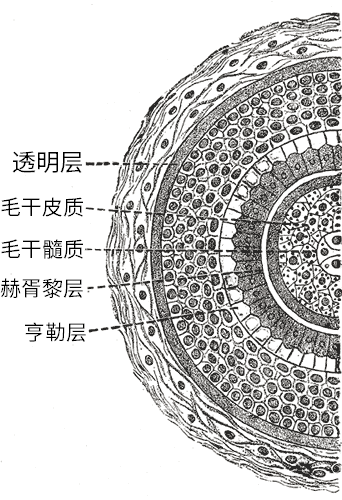
毛发解剖图

毛干髓质（英語：hair shaft medulla），简称毛髓质（英語：hair medulla），是毛干的最内层，几乎不可见，在脫色的毛发（灰色或白色）中更为突出。毛干髓质的确切功能目前仍未确定。
人类的毛干髓质不发达且较窄，占毛干直径的一半以下，常呈断续状；动物的毛干髓质一般较为发达且较宽，占毛干直径的一半以上，呈连续状。